# Blassgelber Klee
Der Blassgelbe Klee (Trifolium ochroleucon) ist eine Pflanzenart aus der Gattung Klee (Trifolium) in der Unterfamilie der Schmetterlingsblütler (Faboideae) innerhalb der Familie der Hülsenfrüchtler (Fabaceae).

## Beschreibung

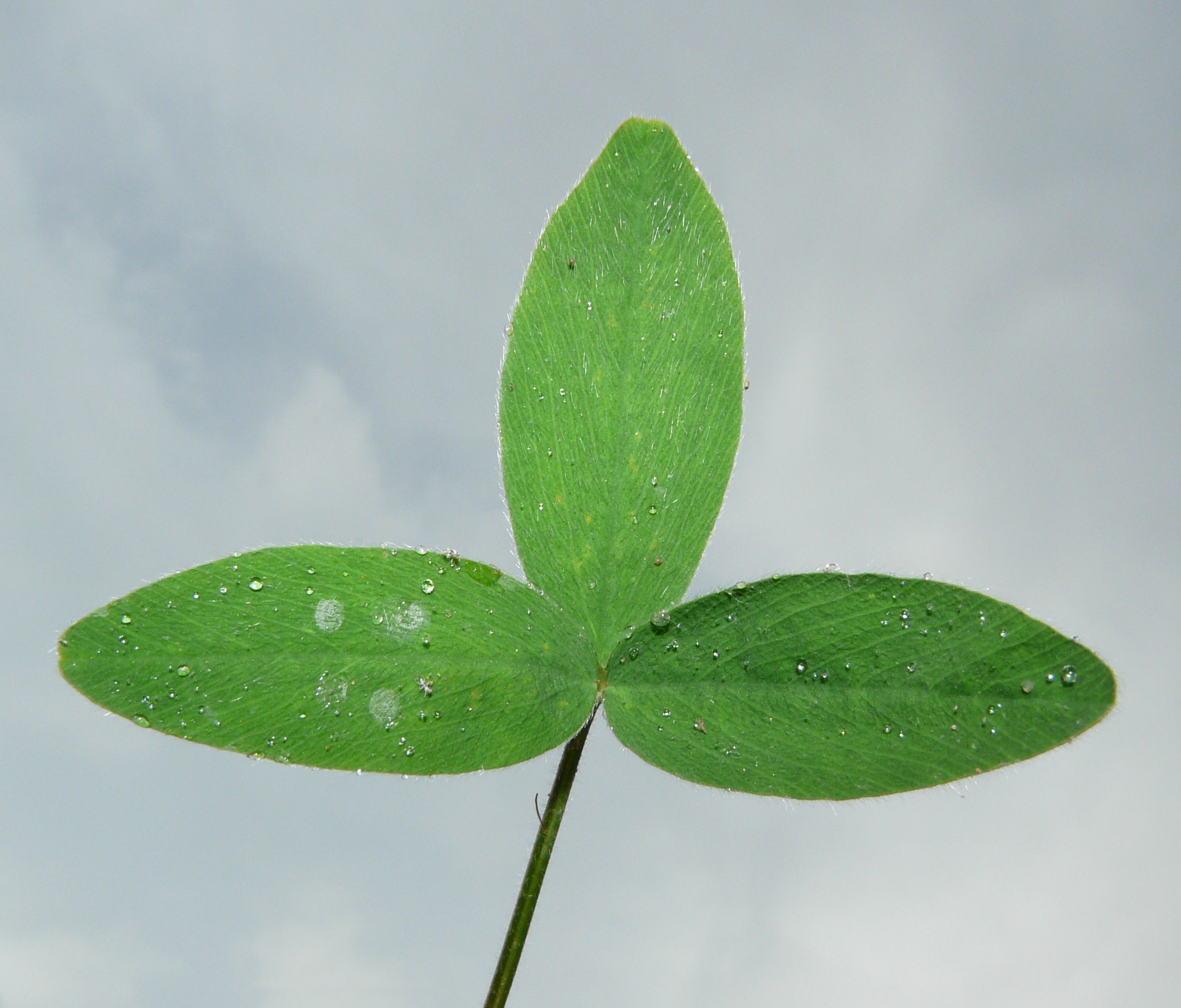
Gestieltes Laubblatt

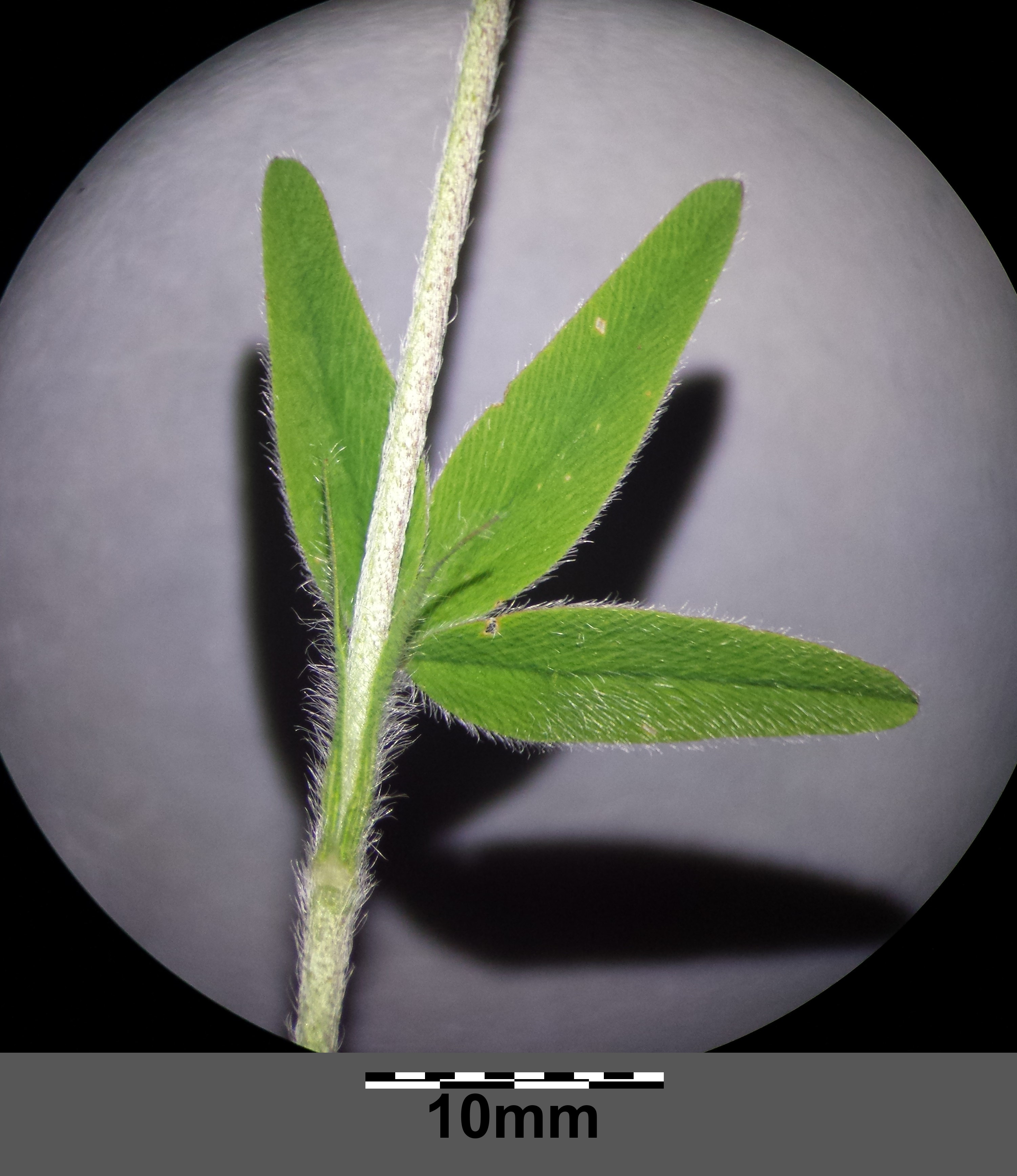
Stängel mit oberen Laubblatt

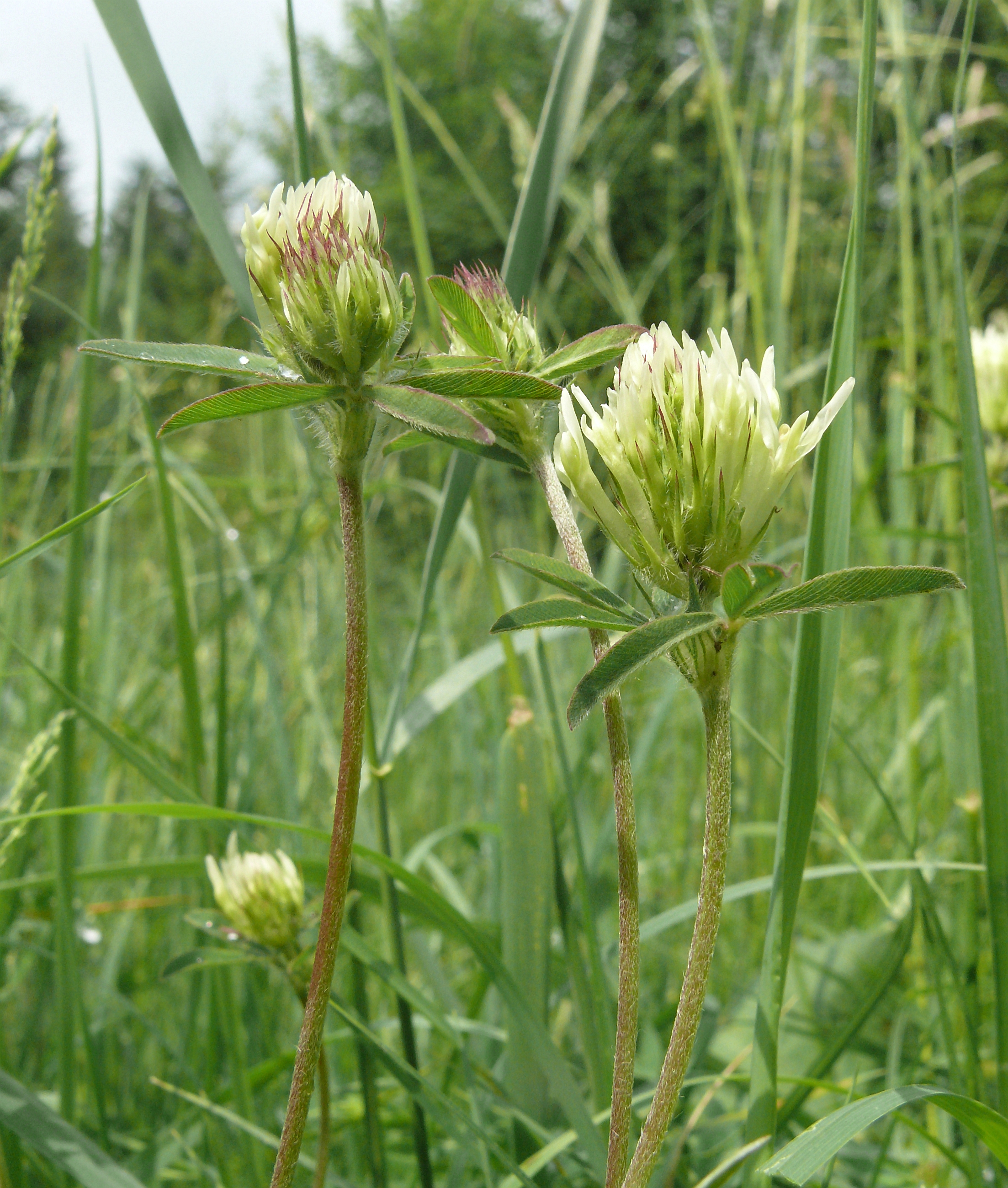
Blütenstände

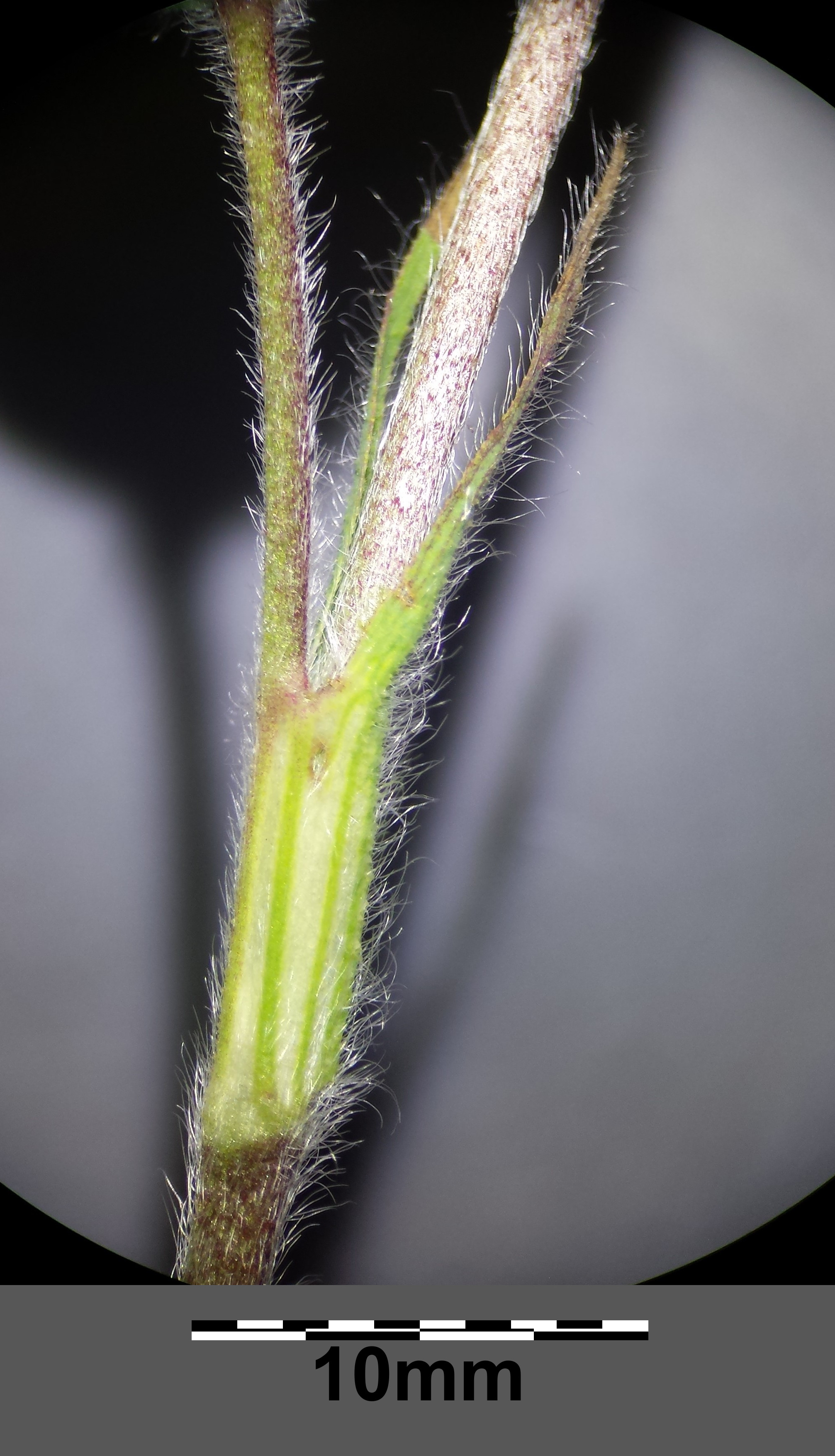
Stängel mit Nebenblättern

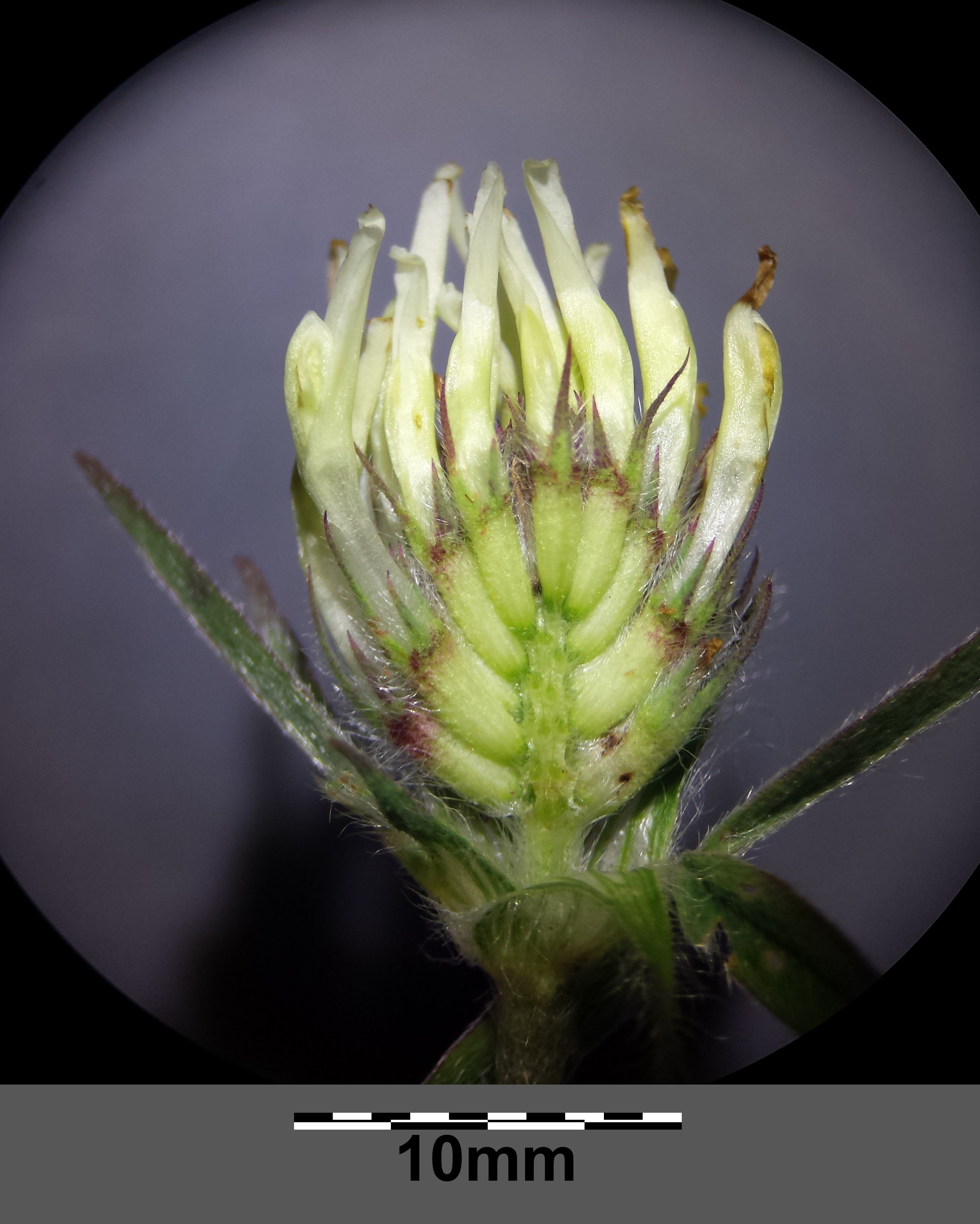
Köpfchen mit sitzenden Blüten (vordere Blüten entfernt)

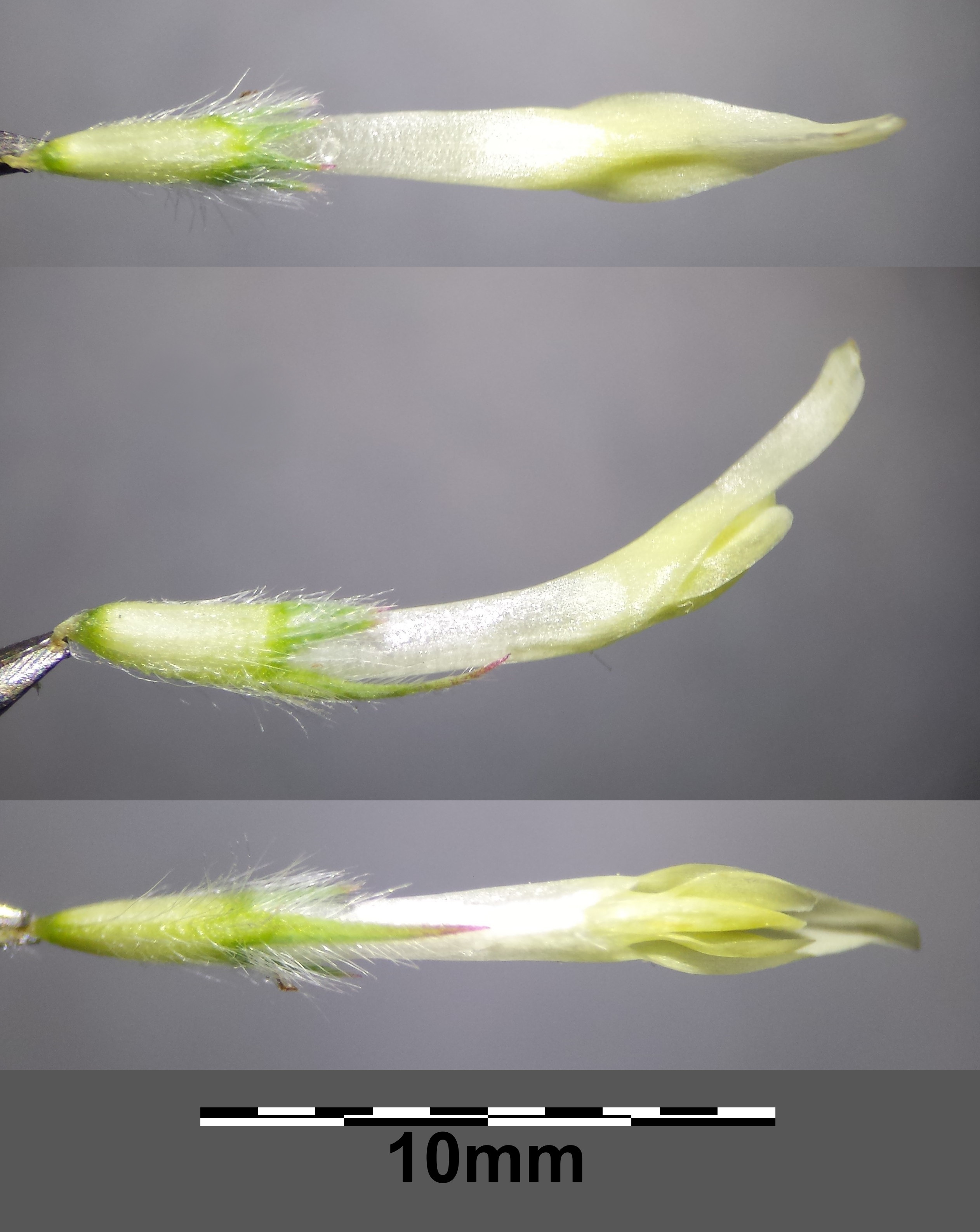
Zygomorphe Blüte

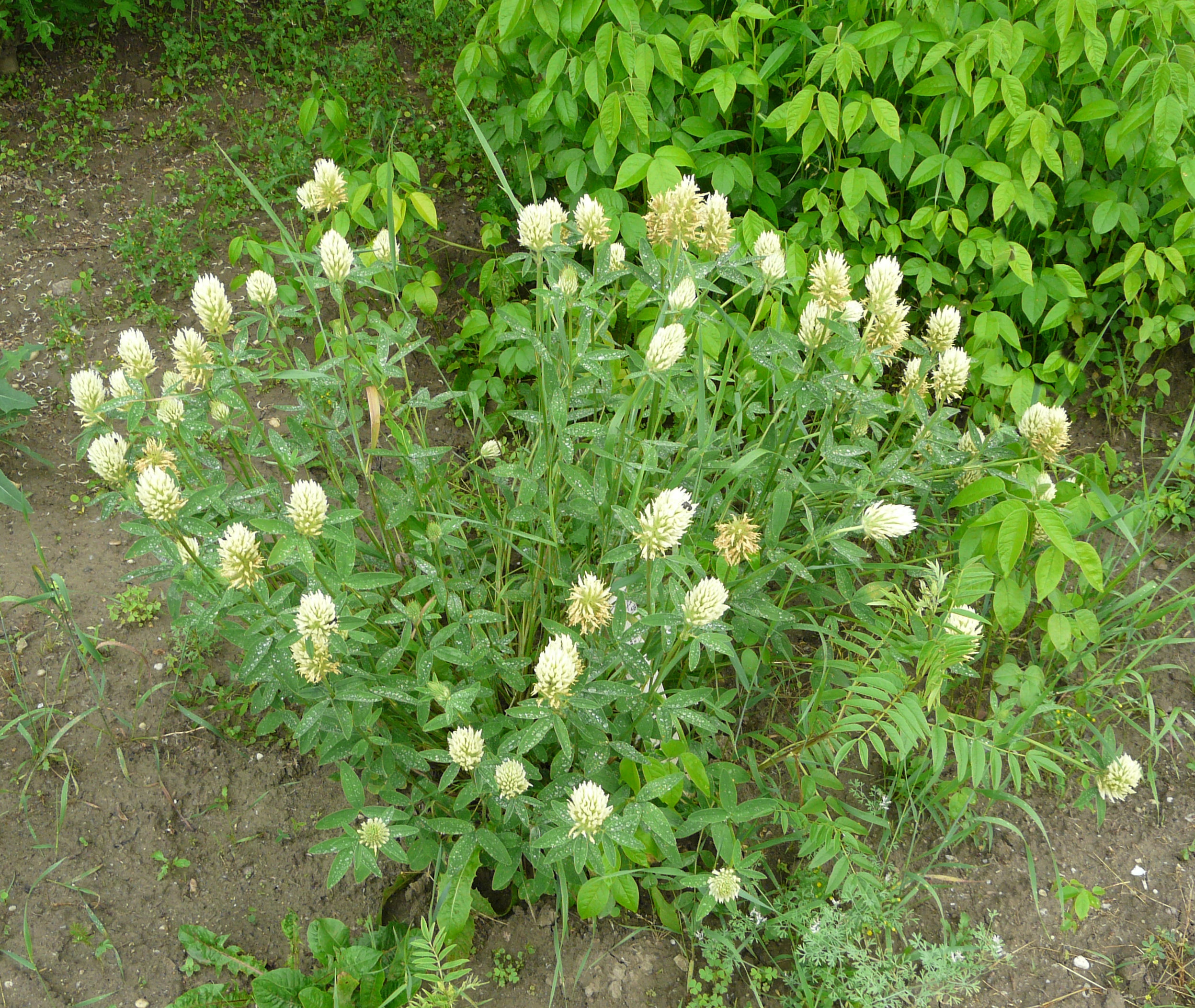
Habitus, Laubblätter und Blütenstände

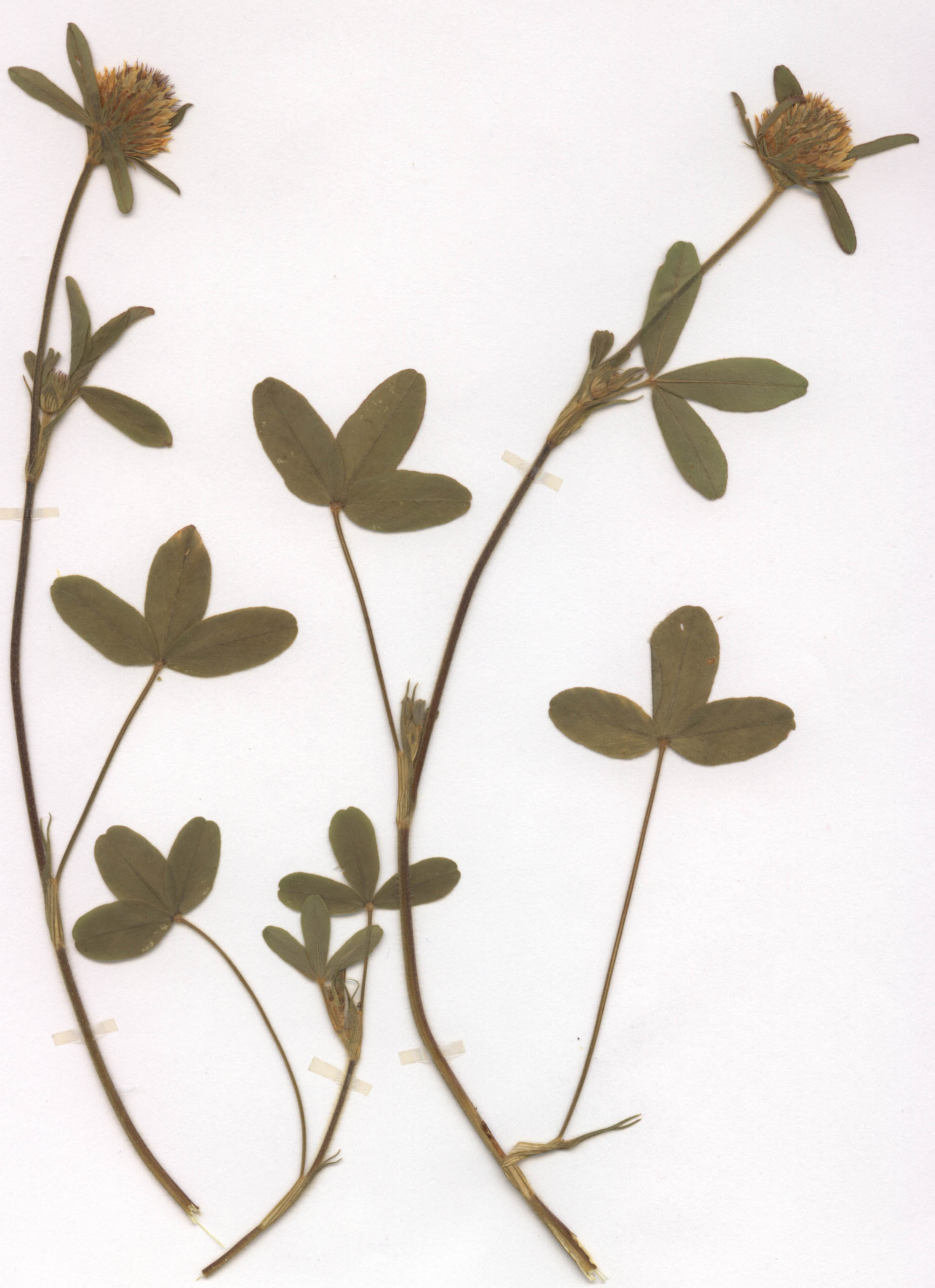
Herbarbeleg: Die Art Trifolium ochroleucon sollte wegen ihrer Seltenheit und Gefährdung in Deutschland künftig möglichst nicht gesammelt werden.

### Erscheinungsbild und Blatt
Der Blassgelbe Klee wächst als ausdauernde krautige Pflanze. Sie kann ein kurzes kriechendes oder schräg aufsteigendes, ziemlich dünnes, oft auch verzweigtes Rhizom besitzen. Der abstehend behaarte, meist unverzweigte, ziemlich dünne Stängel ist meist aufrecht, nur am Grund aufsteigend, 15 bis meist 20 bis 50 Zentimeter lang und besitzt drei bis fünf Internodien.
Die wechselständig angeordneten Laubblätter sind in Blattstiel und Blattspreite gegliedert. Die Blattstiele sind behaart, dünn, die unteren lang, die obersten sehr kurz. Die Blattspreite ist dreiteilig gefiedert. Die Blättchen sind länglich-elliptisch bis lanzettlich, meist 1,5 bis 3 (bis 5) Zentimeter lang und 5 bis 8 Millimeter breit, stumpf bis ausgerandet, mit vielen schwachen, ziemlich geraden, etwas netzig verbundenen Nerven, fast ganzrandig, von frischgrüner Färbung und beiderseits seidig behaart. Die Nebenblätter sind ziemlich klein, lanzettlich, die unteren weit mit dem Blattstiel verbunden, hellbräunlich mit grünen Adern und dicht zottig behaart; ihr freier Teil ist krautig, pfriemlich, allmählich in eine lange Spitze verschmälert und bewimpert.

### Blütenstand und Blüte
Die Blütezeit liegt in den Monaten Juni und Juli. Über den beiden obersten, fast gegenständigen, ungleich kurz gestielten Laubblättern befindet sich mehr oder weniger emporgehoben auf einem etwa 5 bis 30 Millimeter langen Blütenstandsschaft ein meist einzeln stehender Blütenstand. Die köpfchenförmigen Blütenstände sind bei einer Länge von 1,5 bis 3 Zentimetern und einem Durchmesser von 10 bis meist 15 bis 25 Millimetern eiförmig bis kurz zylindrisch. Die aufrecht gekrümmten Blütenköpfchen enthalten viele mehr oder weniger sitzende Blüten ohne Tragblätter.
Die zwittrigen Blüten sind bei einer Länge von 1,3 bis 1,8 Zentimetern als Schmetterlingsblüte zygomorph und fünfzählig mit doppelter Blütenhülle. Die fünf Kelchblätter sind auf einer Länge von 3 bis 5 Millimetern zu einer glocken- oder trichterförmigen Kelchröhre verwachsen, die zehnnervig, steif behaart oder verkahlend ist und in einen durch einen Wulst geschlossenen Schlund endet. Die Kelchzähne sind lanzettlich, dreinervig, gewimpert, grün und zur Fruchtzeit starr; der unterste ist länger, die oberen kürzer als die Kelchröhre. Die Blütenkrone ist mit einer Länge von 13 bis 18 Millimetern viel länger als der Kelch. Die Krone ist gelblichweiß, verblüht dann rotbraun und bald abfallend. Die Fahne ist bei einer Länge von 15 bis 23 Millimetern lanzettlich, aufwärts gebogen, doppelt so lang wie die Flügel und das Schiffchen.

### Frucht und Samen
Der bleibende Kelch umhüllt die Hülsenfrucht teilweise. Die Hülsenfrüchte sind eiförmig, öffnen sich mit einem abspringenden, knorpeligen Deckel und enthalten nur einen Samen. Die bräunlichen Samen sind mit einem Durchmesser von 1,6 bis 2,2 Millimetern relativ klein und oval.

### Chromosomenzahl
Die Chromosomengrundzahl beträgt x = 8; es liegt Diploidie mit einer Chromosomenzahl von 2n = 16 vor.

## Vorkommen
Trifolium ochroleucon ist ein europäisch-westasiatisches und ein submediterran-subatlantisches Florenelement. Es gibt Fundortangaben für Algerien, Marokko, Iran, die Türkei, das Vereinigte Königreich, Belgien, Deutschland, Österreich, die Schweiz, Italien (inklusive Sardinien, Sizilien), Frankreich (inklusive Korsika), das östliche Spanien, Portugal, Polen, die Ukraine, Moldawien, Ungarn, das ehemalige Jugoslawien, Albanien, Bulgarien, Rumänien sowie Griechenland. Der Blassgelbe Klee hat sein Hauptverbreitungsgebiet in Südeuropa und im Mittelmeerraum. Nordwärts kommt er bis Großbritannien und Nordfrankreich vor. Weiter östlich in Deutschland, im südlichen Polen, südlichen Russland, Kaukasusraum, Kleinasien sowie Algerien und Marokko verbreitet.
Im mediterranen Gebiet gedeiht er nur in montanen Höhenlagen. In den Alpen steigt er in Tirol bis 1800 Meter Meereshöhe auf.
Der Blassgelbe Klee kommt in Mitteleuropa ziemlich selten vor. Er fehlt, mit Ausnahme weniger Standorte in der südlichen Eifel, im Rheingau und zwischen Mosel und Saar sowie nördlich des Mains; in den Keuper-Gebieten südlich des Mains, im Jura, im Burgenland in Nieder- und Oberösterreich sowie in der Nord- und Westschweiz kommt er selten vor, er bildet jedoch dort an seinen Standorten meist kleinere Bestände. In Bayern kommt der Blassgelbe Klee nur sehr zerstreut in der Fränkischen Alb vor und ist insgesamt sehr selten (beispielsweise im nordwestlichen Bayern). In Südeuropa soll der Blassgelbe Klee gelegentlich als Waldweidepflanze angebaut werden.
Der Blassgelbe Klee besiedelt in Mitteleuropa mäßig trockene bis feuchte Magerwiesen, wechseltrockene Rasen, Waldlichtungen, lichte Waldstellen, lichte Laubwälder, Wegränder und trockene Standorte in Flachmooren. Er kommt besonders in der montanen Höhenstufe vor. Er kommt in Mitteleuropa vor allem in Pflanzengesellschaften des Verbands Mesobromion vor, ist eine schwache Charakterart der Ordnung Brometalia und kommt auch in Gesellschaften der Ordnung Origanetalia vor.
Der Blassgelbe Klee gedeiht am besten auf zeitweise feuchten, zeitweise trockenen, lehmigen oder tonigen Böden, die kalkarm, humushaltig und ziemlich tiefgründig sein sollten.
In der Schweiz gedeiht Trifolium ochroleucon in Trockenwiesen und Weiden in der kollin-montanen, selten bis in die subalpine Höhenstufe beispielsweise im Jura, Mittelland, Wallis und im südlichen Tessin. Die ökologischen Zeigerwerte nach Landolt et al. 2010 sind in der Schweiz: Feuchtezahl F = 2w (mäßig trocken aber mäßig wechselnd), Lichtzahl L = 4 (hell), Reaktionszahl R = 3 (schwach sauer bis neutral), Temperaturzahl T = 4 (kollin), Nährstoffzahl N = 2 (nährstoffarm), Kontinentalitätszahl K = 2 (subozeanisch).

## Gefährdung
In der Roten Liste der gefährdeten Pflanzenarten in Deutschland von Metzing et al. 2018 wurde der Blassgelbe Klee in der Kategorie 2 gelistet, also als „stark gefährdet“ bewertet. Für Deutschland hat sich damit die Einschätzung der Gefährdung seit 1998 um eine Kategorie verschlechtert und ein starker Rückgang festgestellt.
Für die ganze Schweiz wird der Gefährdungsstatus in der nationalen Roten Liste 2016 mit VU = „Vulnerable“ = „verletzlich“ = „gefährdet“ bewertet. Doch in einzelnen Schweizer Gebieten gilt als verschollen, vermutlich in der Schweiz CR = „Critically Endangered“ = „vom Aussterben bedroht“ oder als bereits „ausgestorben“.
In der Roten Liste der gefährdeten Pflanzenarten in Österreich wird nach Niklfeld & Schratt-Ehrendorfer 1999 Trifolium ochroleucon als Kategorie 3r = „gefährdet“ und regional noch stärker gefährdet bewertet.

## Taxonomie und Systematik
William Hudson nannte in der ersten Auflage seiner Flora anglica von 1762 diese Art Trifolium ochroleucon. In der zweiten und dritten Auflage latinisierte er das in Trifolium ochroleucum. Da aber nichts gegen die ursprüngliche Schreibweise spricht, muss die Art korrekt Trifolium ochroleucon heißen. Das Artepitheton ochroleucon bedeutet weißlich. Der erste Botaniker, der das Wort ochroleucon für diese Art (Trifolium lagopoides flore ochroleuco) verwandte, war Robert Morison (1620–1683). Synonyme für Trifolium ochroleucon Huds. sind: Trifolium roseum C.Presl, Trifolium pallidulum Jord., Trifolium ochroleucon subsp. roseum (C.Presl) Guss.
Die Art Trifolium ochroleucon gehört zur Untersektion Ochroleuca aus der Sektion Trifolium in der Gattung Trifolium.